# 村山市消防本部
村山市消防本部（むらやまししょうぼうほんぶ）は、山形県村山市の消防部局（消防本部）。管轄区域は村山市全域。

## 概要
- 消防本部：村山市中央1-3-13
- 管内面積：196.83km2
- 職員定数：44人
- 消防署1カ所、出張所1カ所
- 主力機械（2023年2月1日現在）
  - 消防ポンプ自動車：1
  - 水槽付消防ポンプ自動車：2
  - 救急自動車：3
  - 救助工作車：1
  - 指揮車：1
  - 小型動力ポンプ：1
  - 広報車：1
  - 資機材搬送車：1

【主力機械に関する参考文献：平成18年度刊行消防年報（山形県）】

## 沿革
- 1955年（昭和30年）8月1日 - 村山市消防本部を設置する。
- 2020年（令和2年）3月31日 - 村山市消防署大久保出張所を閉所する[1]。

## 組織
- 本部 - 総務課
- 消防署

## 消防署
| 消防署       | 住所                   |
| ------------ | ---------------------- |
| 村山市消防署 | 山形県村山市中央1-3-13 |